# Almenar de Soria
Almenar de Soria település Spanyolországban, Soria tartományban. Almenar de Soria Candilichera, Arancón, Tajahuerce, Pinilla del Campo, Noviercas, Torrubia de Soria, Portillo de Soria, Buberos, Aliud és Cabrejas del Campo községekkel határos. Lakosainak száma 216 fő (2024).

## Népesség
A település népessége az elmúlt években az alábbi módon változott:
| Lakosok száma | 371  | 342  | 322  | 298  | 265  | 253  | 234  | 228  | 233  | 216  |
|               | 2001 | 2004 | 2007 | 2009 | 2012 | 2014 | 2017 | 2019 | 2022 | 2024 |